# Abdoul Mbaye
Abdoul Mbaye (Dakar, 13 april 1953) is een Senegalese politicus.
Mbaye studeerde aan de Universiteit van Dakar, HEC Paris en de Universiteit Parijs 1 Panthéon-Sorbonne. Na het afronden van zijn studie werkte hij vanaf 1976 bij de Centrale Bank van West-Afrika. Mbaye was sinds 5 april 2012 premier van Senegal onder president Macky Sall, als opvolger van Souleymane Ndéné Ndiaye. Hij werd op 1 september 2013 opgevolgd door Aminata Touré.
- Gemeinsame Normdatei: 1179726065
- Virtual International Authority File: 7353155226769384490005